# ルイージ・ピッチナート
ルイージ・ピッチナート（Luigi Piccinato、1899年10月 - 1983年7月）はイタリアの建築家、都市計画家や都市学者。

## 人物
都市計画の分野で特に若い頃から専門的かつ忙しい教育で1923年に「ラ・サピエンツァ」ローマ大学建築学部卒業。それはすぐに、地域の歴史的マトリックスと環境の極端な感度を示している。
1920年代後半から都市計画マスタープランのコンペを通じて、都市の研究を行っていた。
1929年から住宅都市計画地域整備国際協会の会議と展示会といった当時同国において国際的都市計画技術の交流を行える最も重要な協会に委員として参加。
ナポリで多くの実績の中から、すべての都市問題を日常の要約からステミングなソリューションの広範なビジョンの下、中央駅部全国大会プロジェクトで(IN/ARCH 賞 Domosic)、特に記憶されているのがセッティング問題を高めていた医学・外科学全国大会のためのプロジェクトである。
1937年から1950年にかけて、ナポリ大学で教授活動を行う。戦時中39年から44年にかけてはローマ市の建設委員と都市計画委員会委員となるが特に1941年に公共事業省新都市計画法適用委員会と国立都市計画境界の新都市計画法の研究と都市計画規制及び建築規制の適用研究委員会のメンバーとして名を連ねた。この成果を経て1942年に同国の都市計画法が制定されている。
1941年から故郷で劇場サリエリの建設にも専念したが、彼の計画によると、決して完了はしてないという。またII賞 IN/ARCH 1961 Domosicに、ペスカーラのスタディオ・アドリアティコに都市計画を割り当てられている。
1954年に都市計画のプレミオ ナツィオナーレ オリベッティを受賞しているが、国家賞を都市計画の歴史的問題と創造的実用的側面を把握することができた「肥沃なバランス」によって動機づけられた。
歴史的国土の深い知識はまた多数のイタリア都市の繊細な生地において珍しいバランスで介入する配列をできるようローマ、ナポリからマテーラ、ブレシアから彼の分析と予測は常に予言を証明しているようで偉大な都市プランナーとしての評判は、著名な国際問題にも対応した。こうして都市計画の分野での出版物や研究の広い範囲の著書、学術研究と実践両方の委員会や、委員会の一部であるイタリアと海外の両方において多くの都市での最高の科学レベルでの会議に呼ばれ、国内および国際的都市計画会議に参加していく。
1942年、映画のセットの建設のため生産会社SAGIF関連アーティストに誘われる幸運が来て、トリノの施設でのショットはFERT映画撮影の分野での彼の唯一の作品である。
1945年、ブルーノ・ゼヴィ、マリオ・リドルフィとピエール・ルイージ・ネルヴィらとAPAO（オーガニックアーキテクチャーのための協会）をフランク・ロイド・ライトタイプの作品から派生した建築を促進するために共同設立。その同じ年、Cino Calcaprina、ブルーノ・ゼヴィなどと雑誌メトロンを創刊。
1952年に1969年までイタリアや海外文化機関のメンバーとして数々のアカデミーたとえば「アカデミア・ディ・サン・ルカ」ジェノヴァ言語アカデミーなどに関与し、ドイツ・デュッセルドルフのアカデミーfür Städtebau und Landesplanung には、副会長からの厚意である。
1956年から1960年まで、イタリア社会党からローマ市の市議会議員も務める。
教職はその後ヴェネツィア大建築学部の都市計画専攻教授をへて、1963年までローマの建築学部の同じ椅子に移籍。 1975年、名誉教授。まちづくりにおける彼の大学での教官キャリアは大学卒業以来からのものである。

## 特徴
1942年都市計画法制定前後の著書によると、都市計画の実務を行う専門家の不測や都市計画実務に関する市の権威の意識の欠如、貴族階級のマスタープランの認識不足や近代法の必要性、さらに大学での都市計画コースの追加が主張されたり法定都市基本計画の必要性から広域都市圏計画による都市の拡大と機能化の必要性、新しい都市づくりと対比して生まれる歴史地区の整備認識の必要性で、オースマンを例に挙げるなどが主張されている。
戦災復興の過程においてはイギリスやフランスに比較して法的にも組織的にも対応が遅れていることや全国の基盤づくりのためのマスタープラン導入と普及方法の検討や論理的な開発と保存の必要性が載れられている。こうした論考や都市計画法の制定に先駆けて、1939年までに彼の思想を具現化した代表例では、ナポリ市の都市基本計画と採択があるがこの計画のなかで特に用途地域制や建築形態規制（前面道路と建物高さ比による規制）から、広域都市圏を考慮した計画、などが明確に位置づけられており、とくに現在のマスタープランのような修復する歴史地区の指定はないものの歴史地区を既成市街地として捉えて地区計画を準備している。他方で2段階のパノラマ地区は海岸部景勝地に確保してある。形態規制は戦前に開発された衛星都市サバウディア市の例から実践済みであった道路幅員を含んだ建物間隔のHと建物の前面高さLの比率で地区形態を決めているのが特徴的であるが、このプランでは農業地区は実質的な規制が働かなかったため計画なき開発がなされたことが問題となる。
1950年から1963年にわたり、ヴェネチア建築大学で教鞭をとりながら、60年代にかけて全国各地でマスタープランを作成。1967年の著作である『都市計画の20年』の中で、法定都市計画マスタープランの実施期限の不備、地区計画の不備、土地利用計画や規制地区の税制優遇措置の不備、公共事業省と地方自治体の役割分担から工業地区の育成のための土地収用措置の必要性、公共住宅の普及率が低いことによる住宅政策が都市計画に連動していないなど、数々の指摘がなされている。
1962年の庶民住宅の供給のための法律の意図をうけ、トスカーナ州を中心に住宅地開発計画の仕事を行っている。
1956年から1967年までにトルコ、イスラエルの都市の計画立案、また1970年には州制度の確立によりこれまで遅れていた州の管轄する地域計画作成のために、ラツィオ州やカンパーニア州を通じて研究を開始し、70年代には50年代に策定したマスタープラン見直し時期が訪れ、最初から拘わっていた地域計画を中心にその更新作業を行う。
晩年はアルジェリアからの委託で各都市のマスタープランや地区計画を作成し、海外技術援助を行っている。

## 主な作品
- 1927年 / 1935年 - マスター計画フォッジャ、カリアリ、アレッツォ、サバウディア、カターニア。
- 1928年 / 1939年 - サンタマリアデッリアンジェリの配置の計画/アッシジ（ペルージャ）。
- 1931年 - ミラノの Vフェアのためのコロニアルハウスプロジェクトと実現。
- 1933年 - 家やオフィスの複合施設/サバウディア。
- 1934年 - ナポリのサバウディアの規制計画。
- 1939年 - «プッチーニ» ミラノの劇場。内部メディテラネオ劇場でナポリ。明るい噴水、動物公園、庭園など ナポリの Mostra d'Oltremareで。ブエノスアイレス "Dalmine-Techint"地区。Sierra S. Luis（アルゼンチン）の休暇村。
- 1940年 / 1946年 - 再建計画/カンポバッソ、パドヴァ、チヴィタヴェッキア（ローマ）、レニャーゴ（ヴェローナ）、パレストリーナ（ローマ）とペスカーラ。
- 1943年 - Giulio Landiと共に、ローマのVia Nicotera 26のコテージ（今日はプラティレジデンス）を結ぶ。
- 1943年 - ローマの Villa Bossiner。ローマのクイリノ劇場。ローマのニコテラ経由のホテルハウス。
- 1945年 - Civitavecchia（ローマ）の復興計画[1]。
- 1953年 - マテラ、パドヴァ、カプラロラ（ヴィテルボ）、ラクイラ、シエナ、バッサーノ・デル・グラッパ（ヴィチェンツァ）の規制計画。
- 1955年 - スタディオアドリアティコ/ペスカーラ。マテラの「Borgo Venusio」地区の教会、タウンホール、学校の複合施設。教会、幼稚園、体育館、マテラの「セラ金曜日」地区
- 1956年 - イスタンブールのBakirkoyにあるAtakoy Housing Complexのコンサルタント。
- 1956年 - IACP地区、Civitavecchia（ローマ）。
- 1956年 / 1959年 - マスター計画/ベネヴェント、カララ、マチェラータ、ヴェネツィア、レニャーゴ（ヴェローナ）とロジニャーノマリッティモ（リボルノ）。イスタンブール計画。
- 1959年 - ナポリ中央駅。新キャンパスでカターニア。
- 1960年 - シエナ "Santa Chiara"と "Nepi"の周辺。
- 1960年 / 1965年 - マスター計画/ピサ、ファーノ（ペーザロ、カターニア、オルヴィエート（テルニ）、シエナ、ゴリツィア、グロッセート、ラテン、モンツァ（ミラン）と、特にローマとナポリ。
- 1962年 - カタニアの植物園動物学研究所。
- 1964年 - ボルツァーノの一般計画立案[2]。
- 1964年 - カターニアの子供向けカレッジ。シエナのスポーツの宮殿。
- 1965年 - グロセトの「Monte dei Paschi di Siena」支部の本部。
- 1966年 - Gorarella地区のGrossetoにある経済的に人気のある住宅用建物（Law 167）。マチェラータタウンプラン。
- 1968年 - Civitavecchia（ローマ）の一般計画計画。
- 1970年 - Campaniaの地域計画。
- 1970年 / 1972年 - 屋内プール/ターラント。
- 1972年 - ラティーナの一般規制計画。
- 1973年 - パドヴァの歴史的中心部を復元する計画。

## 著作
- 中世の都市計画、フィレンツェ1943（新改訂Bari 1978）
- 都市計画の道具としての道、ローマ1960
- 都市計画、生物としての都市、Padua-Venice 1988

## ノート
1. ↑   Di Krop、Civitavecchia再建計画、建築サイト、2014年10月6日。URLは2016年5月22日に
2. ↑  ハンネスObermairの、 Haslach：Geschichteはアルテン（ウントjungen）Bozner StadtteilsをeinesにAcademia.edu、3月19日、2013年2018年8月19日に